# MLS Cup de 1998
MLS Cup '98, foi a final da terceira edição da Major League Soccer, disputada entre D.C. United e Chicago Fire. O jogo foi disputado no Rose Bowl, em Pasadena, Califórnia em 25 de outubro de 1998. Chicago venceu o D.C. United por 2-0, pondo fim ao reinado dos bicampeões. Peter Nowak foi nomeado o melhor jogador da partida, tendo dado as assistências para ambos os gols.

## Caminho até a final
| Pos | Clube                          | J  | V  | VSH | D  | GP | GC | SG  | Pts |
| --- | ------------------------------ | -- | -- | --- | -- | -- | -- | --- | --- |
| 1   | D.C. United                    | 32 | 17 | 7   | 8  | 81 | 51 | +30 | 58  |
| 2   | Columbus Crew                  | 32 | 15 | 0   | 17 | 67 | 61 | +6  | 45  |
| 3   | New York/New Jersey MetroStars | 32 | 12 | 3   | 17 | 57 | 63 | -6  | 39  |
| 4   | Miami Fusion                   | 32 | 10 | 5   | 17 | 51 | 68 | -17 | 35  |
| 5   | Tampa Bay Mutiny               | 32 | 11 | 1   | 20 | 47 | 62 | -15 | 34  |
| 6   | New England Revolution         | 32 | 9  | 2   | 21 | 53 | 70 | -17 | 29  |

| Pos | Clube               | J  | V  | VSH | D  | GP | GC | SG  | Pts |
| --- | ------------------- | -- | -- | --- | -- | -- | -- | --- | --- |
| 1   | Los Angeles Galaxy  | 32 | 22 | 2   | 8  | 85 | 44 | +41 | 68  |
| 2   | Chicago Fire        | 32 | 18 | 2   | 12 | 62 | 45 | +17 | 56  |
| 3   | Colorado Rapids     | 32 | 14 | 2   | 16 | 62 | 69 | -7  | 44  |
| 4   | Dallas Burn         | 32 | 11 | 4   | 17 | 43 | 59 | -16 | 37  |
| 5   | San Jose Clash      | 32 | 10 | 3   | 19 | 48 | 60 | -12 | 33  |
| 6   | Kansas City Wizards | 32 | 10 | 2   | 20 | 45 | 50 | -5  | 32  |

## Detalhes
| 25 de outubro | Chicago Fire                              | 2 – 0  | D.C. United | Rose Bowl, Pasadena                  |
|               | Jerzy Podbrożny 29' · Diego Gutiérrez 45' | Report |             | Público: 51 350 Árbitro: Kevin Terry |

| Cores do Time · Cores do Time · Cores do Time · Cores do Time · Cores do Time | Cores do Time · Cores do Time · Cores do Time · Cores do Time · Cores do Time |

| CHICAGO FIRE: |                 |     |     |
|               |                 |     |     |
| GO            | Zach Thornton   |     |     |
| DE            | C.J. Brown      |     |     |
| DE            | Luboš Kubík     |     |     |
| DE            | Francis Okaroh  |     |     |
| DE            | Diego Gutiérrez | 50' |     |
| MC            | Chris Armas     |     |     |
| MC            | Jesse Marsch    | 60' |     |
| MC            | Jerzy Podbrożny |     |     |
| MC            | Peter Nowak     | 79' |     |
| AT            | Roman Kosecki   | 56' |     |
| AT            | Ante Razov      | 31' | 74' |
| Substitutos:  |                 |     |     |
| AT            | Frank Klopas    | 56' |     |
| DE            | Tom Soehn       | 74' |     |
| AT            | Josh Wolff      | 79' |     |
| Técnico:      |                 |     |     |
| Bob Bradley   |                 |     |     |

| D.C. UNITED: |                  |     |     |
|              |                  |     |     |
| GO           | Tom Presthus     |     |     |
| DE           | Jeff Agoos       |     |     |
| DE           | Carlos Llamosa   | 81' |     |
| DE           | Eddie Pope       |     |     |
| DE           | Tony Sanneh      | 20' | 70' |
| MC           | Marco Etcheverry | 33' |     |
| MC           | John Harkes      |     |     |
| MC           | Richie Williams  |     |     |
| MC           | Ben Olsen        |     |     |
| AT           | Jaime Moreno     |     |     |
| AT           | Roy Lassiter     |     |     |
| Substitutos: |                  |     |     |
| AT           | A. J. Wood       | 70' |     |
| MC           | Mike Slivinski   | 81' |     |
| Técnico:     |                  |     |     |
| Bruce Arena  |                  |     |     |

Melhor em Campo:
Piotr Nowak (Chicago Fire)

## Premiação
| MLS Cup 1998                     |
| -------------------------------- |
| Chicago Fire Campeão (1º título) |